# Mirão I de Barcelona
Mirão I foi conde do Condado de Barcelona com seu irmão Borel II (r. 948–992) de 948 até sua morte sem descendência em 966. Era filho de Sunifredo II (r. 897–948) e sua esposa Riquilda de Ruergue, que por sua vez era filha do também conde Armengol de Ruergue e Tolosa. Mirão ainda teve outro irmão chamado Armengol. Sucedeu ao pai em 948, quando se retirou a um mosteiro, porém parece que só conseguiu governar efetivamente com seu irmão após 954. No comando, os irmãos fizeram alguns tratados com os mouros do Califado de Córdova (929–1031). Mirão faleceu em 31 de junho de 966, deixando Borel com o governo solo mais algumas décadas.